# Daphnopsis helleriana
Daphnopsis helleriana är en tibastväxtart som beskrevs av Ignatz Urban. Daphnopsis helleriana ingår i släktet Daphnopsis och familjen tibastväxter. Inga underarter finns listade i Catalogue of Life.